# Lepidemathis luisae
Espèce
Lepidemathis luisae est une espèce d'araignées aranéomorphes de la famille des Salticidae.

## Distribution
Cette espèce est endémique de Samar aux Philippines,.

## Description
La carapace du mâle holotype mesure 3,29 mm de long sur 2,61 mm et l'abdomen 3,61 mm de long sur 1,72 mm.

## Étymologie
Cette espèce est nommée en l'honneur de Luisa Freudenschuss, la fille de Mario Freudenschuss.

## Publication originale
- Freudenschuss & Seiter, 2016 : Four new species of the jumping spiders from the Philippines, with description of the male of Phintella piatensis Barrion et Litsinger, 1995 (Araneae: Salticidae). Arthropoda Selecta, vol. 25, no 1, p. 85-97 (texte intégral).